# Eudianodes tanzaniensis
Eudianodes tanzaniensis là một loài bọ cánh cứng trong họ Cerambycidae.